# Dôa
De Dôa is een stortbeek in het Franse departement Vaucluse die ontspringt aan de bron in de gemeente Viens, aan de zuidflank van het gebergte van de Vaucluse, en die uitmondt in de Cavalon in de gemeente Apt. De Dôa maakt deel uit van het stroomgebied van de Durance en de Rhône.

## Geografie

### Verloop
De Dôa ontspringt aan de bron op het grondgebied van de gemeente Viens, ten noordwesten van de burcht en de Collet de Falquerol, nabij de kruising van de D22 en D33. Vanuit Viens loopt de beek vervolgens door Gignac en Rustrel alvorens in Apt zich te werpen in de Cavalon. 
Alvorens door de Provençaalse colorado te lopen, die zich op het grondgebied van Rustrel bevindt, doorloopt de Dôa een reeks dalletjes omgeven door heuvels, de voeten van het gebergte van de Vaucluse. Tijdens hevige onweren mengt het water in de stroom zich bij de passage door deze gemeente met okerhoudende sedimenten en kleiachtige leem die het water een gele kleur geven.
Na het verlaten van Rustrel wijkt de stroom van zijn oost-westas af, en draait hij naar het zuiden tot aan de monding in de Cavalon.

### Toegankelijkheid
Buiten een kleine sectie wanneer de beek een stuk van de Provençaalse colorado doorsnijdt, volgt de Dôa over het grootste deel van zijn lengte hetzelfde traject als de D22.

### Zijrivieren
De Dôa wordt door meerdere stromen in ravijnen en dalletjes gevoed tijdens zijn traject van Viens naar Apt. Hieronder bevinden zich het ravijn van Piedgros, het dal van Sourdet en het ravijn van Rebrondade.

## Etymologie
De eerste teksten die vermelding maken van de Dôa zijn te vinden in het cartularium van de kerk van Apt. De stroom wordt er in het Latijn de Rivus Luctuosa of Lutosa (letterlijk: "leemachtig") genoemd in een document uit het jaar 906. Deze naam is vervolgens verder geëvolueerd tot Lodosa, Luctuosa en uiteindelijk Doza in 1401, waarvan de huidige naam Dôa is afgeleid.